# Existencialistická sociologie
Existencialistická sociologie zkoumá člověka jako individuum a jeho zkušenosti s okolním světem v sociálních i kulturních oblastech života. Tvrdí, že je potřeba lidský život pochopit a nahlížet na něj tak, jak je doopravdy každodenně prožíván, s ohledem na všechny jeho dobré i špatné stránky.

## Historie
Existencialistická sociologie se rozvíjela na konci 70. let 20. století a uchytila se převážně v americkém prostředí. Vychází především z myšlenek evropských existenciálních filosofů. Existencialistickou sociologii ovlivnili svými ideami například filozofové Søren Kierkegaard, Friedrich Nietzsche, Martin Heidegger a Jean-Paul Sartre. Kromě existencialismu má tento směr blízko i k fenomenologii, v tomto ohledu se upíná k myšlenkám dvou předních fenomenologů Edmunda Husserla a Alfreda Schütze. Stejně jako většina nově nastupujících směrů a ideologií se existencialistická sociologie vymezuje proti tomu, co jí předcházelo. V tomto případě jde o předchozí ortodoxní verze a teze sociologie a velké osvícenské teorie, a to právě pro jejich neautentické pojetí lidského žití bez potřebného kontextu.

## Hlavní myšlenky
Existencialistická sociologie se zabývá především úskalími lidského života ve společnosti, přičemž využívá konceptů symbolického interakcionismu, etnometodologie a klade důraz na sociální konstruktivismus. Snaží se hledat odpovědi na otázky, které obecná sociologie opomíjí. Například klade větší důraz na otázky zrození a smrti, které jsou často v obecné sociologii považovány za pouhá demografická fakta.
Existencialistická sociologie sleduje lidi v jejich přirozeném prostředí a bere v potaz zejména jejich pocity. Zajímá ji, jak obyčejný člověk přispívá do sociálního světa, a zároveň to, jak se vyrovnává s nepříjemnými situacemi, které tento svět vyvolává. Důležitý je i pohled člověka na absurditu jeho života.
Blíže se pak existenciální sociologie zaměřuje na ty jedince, kteří nejsou spokojeni se svým vlastním smyslem života, nebo je tíží požadavky ze strany společnosti. Klíčová je zde i změna trendů v současném životě společnosti.

## Představitelé existencialistické sociologie

### Edward Tiryakian
Edward Tiryakian je americký sociolog a profesor sociologie na Dukeově univerzitě. Doktorský titul v oblasti sociologie získal na Harvardově univerzitě. V roce 1962 publikoval knihu Sociologismus a existencialismus, toto dílo se zabývá dvěma odlišnými způsoby vnímání lidského sociálního života a existence. 

### Jack Douglas
Další představitel existenciálistické sociologie je Jack Douglas, který v roce 1977 vydal sbírku esejí s názvem Existenciální sociologie. Tyto eseje se zabývají hlavně svobodou jednotlivce v kontextu společnosti a kultury. Autor čerpá z přímé osobní zkušenosti a ze skutečné sociální reality, na které staví složitější sociologické výzkumy. 

## Existenciální já
Termínu „existenciální já“ se věnuje publikace The Existential Self in Society z roku 1984. Jejími autory jsou Joseph Kotarba a Andrea Fontana. Idea existenciálního já se zabývá prožíváním individuality z perspektivy subjektu a jeho reakcí a interakcí s okolním světem v rámci každodenního života. Definice existenciálního já říká, že „Existenciální já odkazuje na unikátní zkušenost jedince v kontextu současných společenských podmínek a bytí součástí společenských změn.“

## Postmodernismus a existencialistická sociologie
Vztah postmodernismu a existencialistické sociologie je oboustranný. Tyto dva směry se v mnoha faktorech shodují a doplňují. Existencialismus jako směr tzv. „filo-subjektivity“ klade důraz na prožívání individua, emoce a osobnostní otázky, shoduje se s postmoderním odmítnutím universalismu a obecnosti. Kromě toho postmodernismus vyvíjí snahu o kladení otázek a potýká se se strachem z přijetí samozřejmostí, které sociologie existencialismu odmítá. Podle sociologia Stanforda Lymana se existenciální sociologie zabývá zejména subjektem jakožto skutečnou osobou, která si klade každodenní otázky a úkoly, které plní podle svého nejlepšího vědomí, zatímco postmoderní postoj nabízí pohled na celkovou masově zprostředkovanou kulturu.